# Praia do Futuro
Pour plus de détails, voir Fiche technique et Distribution.
Praia do Futuro est un film dramatique brésilo-allemand coécrit et réalisé par Karim Aïnouz et sorti en 2014. 

## Synopsis
Donato est sauveteur sur Praia do Futuro, plage de Fortaleza au Brésil. Un jour, il vient en aide à deux touristes allemands, mais il ne parvient à ne sauver que l'un des deux amis, Konrad. De cette rencontre funeste et fortuite découle une amitié, qui se transforme vite en amour entre les deux hommes. Pour vivre pleinement ce nouvel amour, Donato décide de suivre Konrad en Allemagne, où il laisse derrière lui son passé au Brésil. Donato mène une vie nouvelle à Berlin, jusqu'au jour ou son passé ressurgit, par le visite surprise de Ayrton, son frère abandonné au Brésil. Chaque personnage, en quête d'identité, de repère et de stabilité tente de remettre bout à bout le fil de leur histoire.

## Fiche technique
- Titre original : Praia do Futuro
- Réalisation : Karim Aïnouz
- Scénario : Felipe Bragança et Karim Aïnouz
- Direction artistique : Marcos Pedroso
- Décors : Jens Löckmann
- Costumes : Ruth Aragão
- Photographie : Ali Olay Gözkaya
- Son :
- Montage : Isabela Monteiro de Castro
- Musique : Volker Bertelmann
- Production : Geórgia Costa Araújo et Hank Levine
- Sociétés de production : Coração da Selva, Detailfilm et Hank Levine Film
- Distribution :  California Filmes (pt) /  Real Fiction
- Budget :
- Pays d’origine :  Brésil/ Allemagne
- Langue : Portugais/Allemand
- Format : Couleur
- Genre : Film dramatique
- Durée : 106 minutes
- Dates de sortie :
  -  Allemagne : 11 février 2014 (Berlinale 2014)
  -  Brésil : 15 mai 2014
  -  Allemagne : 2 octobre 2014

## Distribution
- Wagner Moura : Donato
- Clemens Schick : Konrad
- Jesuíta Barbosa (pt) : Ayrton
- Fred Lima : Heiko
- Sabine Timoteo : la femme de Heiko
- Yannik Burwiek : le fils de Heiko
- Ingo Naujoks
- Emily Cox : Nanna
- Natascha Paulick
- Christoph Zrenner
- Sophie Charlotte Conrad : Dakota

## Distinctions
- En compétition pour l'Ours d'or à la Berlinale 2014.

### Récompenses
- 2014 : Sebastiane Latino Award au festival international du film de Saint-Sébastien 2014.